# Interstellar Network News
Interstellar Network News (ISN) este o rețea de televiziune de știri ficțională în universul Babylon 5 al cărei motto este The Galaxy's Most Important Network / Cea mai importantă rețea a Galaxiei. Este inspirată de rețeaua reală CNN.
Emițând din Geneva,:106 unde se află și sediul guvernului Alianței Terestre, ISN este singura rețea care își poate permite costurile uriașe ale unei transmisii interstelare în direct,ceea ce explică de ce nu vedem și alte rețele de știri pe Babylon 5. Semnalul ISN acoperă Pământul și toate coloniile sale,precum și alte lumi extraterestre. Până în 2260 ISN câștigase șase premii Platinum Network Award.
De-a lungul serialului, ISN relatează despre evenimentele petrecute în întreg spațiul cunoscut din perspectiva Pământului și a guvernului terestru, fiind vulnerabilă la presiuni guvernamentale datorită dependenței rețelei de folosirea transmițătorilor cu tahioni furnizați de guvern.
În timpul administrației președintelui Morgan Clark,ISN a fost supusă cenzurii. Odată cu izbucnirea Războiului Civil în interiorul Alianței, un grup de reporteri ISN a încercat să prezinte în direct știri necenzurate despre bombardarea coloniei de pe Marte și despre secesiunea coloniilor Proxima III și Orion VII,ceea ce a provocat intervenția forțelor militare și întreruperea emisiei timp de câteva săptămâni. 
După reluarea emisiei, ISN a fost transformată într-o mașinărie de propagandă supusă președintelui Clark. A devenit cunoscut faptul că prezentatorii de până atunci au fost arestați. Cunoscuta prezentatoare Jane a fost înlocuită de o nouă prezentatoare care promovează entuziastă minciunile regimului, ISN continuând să servească interesele regimului Clark  până la sfârșitul Războiului Civil, difuzând "rapoarte speciale" cu scopul de a discredita forțele care se opuneau regimului, în special Babylon 5 și pe Sheridan în particular. Pentru a contracara această propagandă, Babylon 5 a lansat Vocea Rezistenței.:75–78
Odată cu sfârșitul regimului Clark,mulți dintre prezentatorii anteriori au fost eliberați din detenție și s-au întors în fața camerelor, iar ISN, la fel ca restul Alianței Terestre, încearcă să-și revină după evenimentele din timpul conflictului civil.
În afară de buletinele obișnuite de știri, ISN difuzează o varietate de programe, incluzând documentare, emisiuni speciale de investigații (precum 36 Hours) și talk-show-uri politice precum ISN Night Side ("o privire neîngrădită de nimic a evenimentelor de azi care vor modela lumea de mâine"), moderată de Derek Mitchell.